# Doom Resurrection
Doom Resurrection è uno sparatutto in prima persona sviluppato da Escalation Studios (con l'aiuto di John Carmack) e pubblicato da id Software per iPhone. Il gioco, ambientato durante gli eventi di Doom 3, utilizza molti elementi grafici e sonori di quest'ultimo.